# Collegio di Washington and Sunderland West
Washington and Sunderland West è stato un collegio elettorale situato nel Tyne and Wear, nel Nord Est dell'Inghilterra, e rappresentato alla Camera dei comuni del Parlamento del Regno Unito. Eleggeva un membro del parlamento con il sistema first-past-the-post, ossia maggioritario a turno unico; il collegio è stato abolito in occasione della revisione periodica del 2024.

## Estensione
Washington and Sunderland West era costituito dai seguenti ward elettorali: Castle, Redhill, St Anne's, Washington Central, Washington East, Washington North, Washington South, Washington West, tutti situati nella Città di Sunderland.

## Membri del parlamento
| Elezione | Elezione | Deputato         | Partito          |
| -------- | -------- | ---------------- | ---------------- |
|          | 2010     | Sharon Hodgson   | Laburista        |
|          | 2024     | Collegio abolito | Collegio abolito |

## Elezioni

### Elezioni negli anni 2010
| Partito                    | Partito                                | Candidato                  | Risultati 12 dicembre 2019 | Risultati 12 dicembre 2019 |
| Partito                    | Partito                                | Candidato                  | Voti                       | %                          |
| -------------------------- | -------------------------------------- | -------------------------- | -------------------------- | -------------------------- |
|                            | Laburista                              | Sharon Hodgson             | 15 941                     | 42,49                      |
|                            | Conservatore                           | Valerie Allen              | 12 218                     | 32,57                      |
|                            | Brexit                                 | Howard Brown               | 5 439                      | 14,50                      |
|                            | Lib Dem                                | Carlton West               | 2 071                      | 5,52                       |
|                            | Verdi                                  | Michal Chantkowski         | 1 005                      | 2,68                       |
|                            | UKIP                                   | Keith Jenkins              | 839                        | 2,24                       |
|                            |                                        |                            |                            |                            |
| Iscritti                   | Iscritti                               | Iscritti                   | 66 273                     | 100,00                     |
| ↳ Votanti (% su iscritti)  | ↳ Votanti (% su iscritti)              | ↳ Votanti (% su iscritti)  | 37 513                     | 56,60                      |
| ↳ Astenuti (% su iscritti) | ↳ Astenuti (% su iscritti)             | ↳ Astenuti (% su iscritti) | 28 760                     | 43,40                      |
|                            |                                        |                            |                            |                            |
|                            | Esito: collegio confermato a Laburista |                            |                            |                            |

| Partito                    | Partito                                | Candidato                  | Risultati 8 giugno 2017 | Risultati 8 giugno 2017 |
| Partito                    | Partito                                | Candidato                  | Voti                    | %                       |
| -------------------------- | -------------------------------------- | -------------------------- | ----------------------- | ----------------------- |
|                            | Laburista                              | Sharon Hodgson             | 24 639                  | 60,73                   |
|                            | Conservatore                           | Jonathan Gullis            | 11 699                  | 28,83                   |
|                            | UKIP                                   | Bryan Foster               | 2 761                   | 6,80                    |
|                            | Lib Dem                                | Thomas Appleby             | 961                     | 2,37                    |
|                            | Verdi                                  | Michal Chantkowski         | 514                     | 1,27                    |
|                            |                                        |                            |                         |                         |
| Iscritti                   | Iscritti                               | Iscritti                   | 67 286                  | 100,00                  |
| ↳ Votanti (% su iscritti)  | ↳ Votanti (% su iscritti)              | ↳ Votanti (% su iscritti)  | 40 574                  | 60,30                   |
| ↳ Astenuti (% su iscritti) | ↳ Astenuti (% su iscritti)             | ↳ Astenuti (% su iscritti) | 26 712                  | 39,70                   |
|                            |                                        |                            |                         |                         |
|                            | Esito: collegio confermato a Laburista |                            |                         |                         |

| Partito                    | Partito                                | Candidato                  | Risultati 7 maggio 2015 | Risultati 7 maggio 2015 |
| Partito                    | Partito                                | Candidato                  | Voti                    | %                       |
| -------------------------- | -------------------------------------- | -------------------------- | ----------------------- | ----------------------- |
|                            | Laburista                              | Sharon Hodgson             | 20 478                  | 54,96                   |
|                            | UKIP                                   | Aileen Casey               | 7 321                   | 19,65                   |
|                            | Conservatore                           | Bob Dhillon                | 7 033                   | 18,88                   |
|                            | Verdi                                  | Anthony Murphy             | 1 091                   | 2,93                    |
|                            | Lib Dem                                | Dominic Haney              | 993                     | 2,67                    |
|                            | TUSC                                   | Gary Duncan                | 341                     | 0,92                    |
|                            |                                        |                            |                         |                         |
| Iscritti                   | Iscritti                               | Iscritti                   | 68 236                  | 100,00                  |
| ↳ Votanti (% su iscritti)  | ↳ Votanti (% su iscritti)              | ↳ Votanti (% su iscritti)  | 37 257                  | 54,60                   |
| ↳ Astenuti (% su iscritti) | ↳ Astenuti (% su iscritti)             | ↳ Astenuti (% su iscritti) | 30 979                  | 45,40                   |
|                            |                                        |                            |                         |                         |
|                            | Esito: collegio confermato a Laburista |                            |                         |                         |

| Partito                    | Partito                                      | Candidato                  | Risultati 6 maggio 2010 | Risultati 6 maggio 2010 |
| Partito                    | Partito                                      | Candidato                  | Voti                    | %                       |
| -------------------------- | -------------------------------------------- | -------------------------- | ----------------------- | ----------------------- |
|                            | Laburista                                    | Sharon Hodgson             | 19 615                  | 52,54                   |
|                            | Conservatore                                 | Ian Cuthbert               | 8 157                   | 21,85                   |
|                            | Lib Dem                                      | Peter Andras               | 6 382                   | 17,09                   |
|                            | BNP                                          | Ian McDonald               | 1 913                   | 5,12                    |
|                            | UKIP                                         | Linda Hudson               | 1 267                   | 3,39                    |
|                            |                                              |                            |                         |                         |
| Iscritti                   | Iscritti                                     | Iscritti                   | 70 176                  | 100,00                  |
| ↳ Votanti (% su iscritti)  | ↳ Votanti (% su iscritti)                    | ↳ Votanti (% su iscritti)  | 37 334                  | 53,20                   |
| ↳ Astenuti (% su iscritti) | ↳ Astenuti (% su iscritti)                   | ↳ Astenuti (% su iscritti) | 32 842                  | 46,80                   |
|                            |                                              |                            |                         |                         |
|                            | Esito: collegio a Laburista (nuovo collegio) |                            |                         |                         |

## Risultati dei referendum

### Referendum sulla permanenza del Regno Unito nell'Unione europea del 2016
|             | Collegio                       | Lasciare UE % | Rimanere in UE % |
| ----------- | ------------------------------ | ------------- | ---------------- |
|             | Washington and Sunderland West | 61,9%         | 38,1%            |
| Inghilterra | 53,3%                          | 46,7%         |                  |
| Regno Unito | 51,9%                          | 48,1%         |                  |